# Qualificazioni al campionato mondiale di calcio 1966 - UEFA
Le 32 squadre furono suddivise in 9 gruppi da 3 o 4 squadre ciascuno (quattro gruppi da 3 squadre e cinque gruppi da 4 squadre). Ai mondiali si qualificava la squadra vincitrice del gruppo.

## Sorteggio
I sorteggi per la composizione dei gruppi si svolgono il 31 gennaio 1964 a Zurigo. Le gare si disputano dal 29 settembre 1964 al 7 dicembre 1965.
Le squadre vengono suddivise in quattro fasce:
| Fascia 1 | Fascia 2                                                                                             | Fascia 3                                                                                          | Fascia 4                                            |
| --- | --- | ------------------------------------------------------------------------------------------------- | --------------------------------------------------- |
| - Bulgaria - Germania Ovest - Jugoslavia - Cecoslovacchia - Svizzera - Ungheria - Unione Sovietica - Italia - Spagna | - Belgio - Svezia - Francia - Portogallo - Irlanda del Nord - Austria - Danimarca - Scozia - Irlanda | - Israele - Cipro - Lussemburgo - Romania - Paesi Bassi - Germania Est - Galles - Polonia - Siria | - Norvegia - Turchia - Albania - Grecia - Finlandia |

## Gruppo 1
| Data              | Luogo     | Squadra 1 | Risultato | Squadra 2 |
| ----------------- | --------- | --------- | --------- | --------- |
| 9 maggio 1965     | Bruxelles | Belgio    | 1 - 0     | Israele   |
| 13 giugno 1965    | Sofia     | Bulgaria  | 4 - 0     | Israele   |
| 26 settembre 1965 | Sofia     | Bulgaria  | 3 - 0     | Belgio    |
| 27 ottobre 1965   | Bruxelles | Belgio    | 5 - 0     | Bulgaria  |
| 10 novembre 1965  | Tel Aviv  | Israele   | 0 - 5     | Belgio    |
| 21 novembre 1965  | Tel Aviv  | Israele   | 1 - 2     | Bulgaria  |

| Pos | Squadra  | Pti | G | V | N | P | GF | GS | DR  |
| --- | -------- | --- | - | - | - | - | -- | -- | --- |
| 1=  | Belgio   | 6   | 4 | 3 | 0 | 1 | 11 | 3  | +8  |
| 1=  | Bulgaria | 6   | 4 | 3 | 0 | 1 | 9  | 6  | +3  |
| 3   | Israele  | 0   | 4 | 0 | 0 | 4 | 1  | 12 | -11 |

 Belgio e  Bulgaria disputano uno spareggio.
| Data             | Luogo   | Squadra 1 | Risultato | Squadra 2 |
| ---------------- | ------- | --------- | --------- | --------- |
| 29 dicembre 1965 | Firenze | Belgio    | 1 - 2     | Bulgaria  |

 Bulgaria qualificata.

## Gruppo 2
| Data              | Luogo         | Squadra 1      | Risultato | Squadra 2      |
| ----------------- | ------------- | -------------- | --------- | -------------- |
| 4 novembre 1964   | Berlino ovest | Germania Ovest | 1 - 1     | Svezia         |
| 24 aprile 1965    | Karlsruhe     | Germania Ovest | 5 - 0     | Cipro          |
| 5 maggio 1965     | Norrköping    | Svezia         | 3 - 0     | Cipro          |
| 26 settembre 1965 | Stoccolma     | Svezia         | 1 - 2     | Germania Ovest |
| 7 novembre 1965   | Famagosta     | Cipro          | 0 - 5     | Svezia         |
| 14 novembre 1965  | Nicosia       | Cipro          | 0 - 6     | Germania Ovest |

| Pos | Squadra        | Pti | G | V | N | P | GF | GS | DR  |
| --- | -------------- | --- | - | - | - | - | -- | -- | --- |
| 1   | Germania Ovest | 7   | 4 | 3 | 1 | 0 | 14 | 2  | +12 |
| 2   | Svezia         | 5   | 4 | 2 | 1 | 1 | 10 | 3  | +7  |
| 3   | Cipro          | 0   | 4 | 0 | 0 | 4 | 0  | 19 | -19 |

 Germania Ovest qualificata.

## Gruppo 3
| Data              | Luogo       | Squadra 1   | Risultato | Squadra 2   |
| ----------------- | ----------- | ----------- | --------- | ----------- |
| 29 settembre 1964 | Belgrado    | Jugoslavia  | 3 - 1     | Lussemburgo |
| 4 ottobre 1964    | Lussemburgo | Lussemburgo | 0 - 2     | Francia     |
| 8 novembre 1964   | Lussemburgo | Lussemburgo | 0 - 2     | Norvegia    |
| 11 novembre 1964  | Parigi      | Francia     | 1 - 0     | Norvegia    |
| 18 aprile 1965    | Belgrado    | Jugoslavia  | 1 - 0     | Francia     |
| 27 maggio 1965    | Trondheim   | Norvegia    | 4 - 2     | Lussemburgo |
| 16 giugno 1965    | Oslo        | Norvegia    | 3 - 0     | Jugoslavia  |
| 15 settembre 1965 | Oslo        | Norvegia    | 0 - 1     | Francia     |
| 19 settembre 1965 | Lussemburgo | Lussemburgo | 2 - 4     | Jugoslavia  |
| 9 ottobre 1965    | Parigi      | Francia     | 1 - 0     | Jugoslavia  |
| 6 novembre 1965   | Marsiglia   | Francia     | 4 - 1     | Lussemburgo |
| 7 novembre 1965   | Belgrado    | Jugoslavia  | 1 - 1     | Norvegia    |

| Pos | Squadra     | Pti | G | V | N | P | GF | GS | DR  |
| --- | ----------- | --- | - | - | - | - | -- | -- | --- |
| 1   | Francia     | 10  | 6 | 5 | 0 | 1 | 9  | 2  | +7  |
| 2   | Norvegia    | 7   | 6 | 3 | 1 | 2 | 10 | 5  | +5  |
| 3   | Jugoslavia  | 7   | 6 | 3 | 1 | 2 | 10 | 8  | +2  |
| 4   | Lussemburgo | 0   | 6 | 0 | 0 | 6 | 6  | 20 | -14 |

 Francia qualificata.

## Gruppo 4
| Data              | Luogo      | Squadra 1      | Risultato | Squadra 2      |
| ----------------- | ---------- | -------------- | --------- | -------------- |
| 24 gennaio 1965   | Lisbona    | Portogallo     | 5 - 1     | Turchia        |
| 19 aprile 1965    | Ankara     | Turchia        | 0 - 1     | Portogallo     |
| 25 aprile 1965    | Bratislava | Cecoslovacchia | 0 - 1     | Portogallo     |
| 2 maggio 1965     | Bucarest   | Romania        | 3 - 0     | Turchia        |
| 30 maggio 1965    | Bucarest   | Romania        | 1 - 0     | Cecoslovacchia |
| 14 giugno 1965    | Lisbona    | Portogallo     | 2 - 1     | Romania        |
| 19 settembre 1965 | Praga      | Cecoslovacchia | 3 - 1     | Romania        |
| 9 ottobre 1965    | Istanbul   | Turchia        | 0 - 6     | Cecoslovacchia |
| 23 ottobre 1965   | Ankara     | Turchia        | 2 - 1     | Romania        |
| 31 ottobre 1965   | Porto      | Portogallo     | 0 - 0     | Cecoslovacchia |
| 21 novembre 1965  | Brno       | Cecoslovacchia | 3 - 1     | Turchia        |
| 21 novembre 1965  | Bucarest   | Romania        | 2 - 0     | Portogallo     |

| Pos | Squadra        | Pti | G | V | N | P | GF | GS | DR  |
| --- | -------------- | --- | - | - | - | - | -- | -- | --- |
| 1   | Portogallo     | 9   | 6 | 4 | 1 | 1 | 9  | 4  | +5  |
| 2   | Cecoslovacchia | 7   | 6 | 3 | 1 | 2 | 12 | 4  | +8  |
| 3   | Romania        | 6   | 6 | 3 | 0 | 3 | 9  | 7  | +2  |
| 4   | Turchia        | 2   | 6 | 1 | 0 | 5 | 4  | 19 | -15 |

 Portogallo qualificato.

## Gruppo 5
| Data             | Luogo     | Squadra 1        | Risultato | Squadra 2        |
| ---------------- | --------- | ---------------- | --------- | ---------------- |
| 24 maggio 1964   | Rotterdam | Paesi Bassi      | 2 - 0     | Albania          |
| 14 ottobre 1964  | Belfast   | Irlanda del Nord | 1 - 0     | Svizzera         |
| 25 ottobre 1964  | Tirana    | Albania          | 0 - 2     | Paesi Bassi      |
| 14 novembre 1964 | Losanna   | Svizzera         | 2 - 1     | Irlanda del Nord |
| 17 marzo 1965    | Belfast   | Irlanda del Nord | 2 - 1     | Paesi Bassi      |
| 7 aprile 1965    | Rotterdam | Paesi Bassi      | 0 - 0     | Irlanda del Nord |
| 11 aprile 1965   | Tirana    | Albania          | 0 - 2     | Svizzera         |
| 2 maggio 1965    | Ginevra   | Svizzera         | 1 - 0     | Albania          |
| 7 maggio 1965    | Belfast   | Irlanda del Nord | 4 - 1     | Albania          |
| 17 ottobre 1965  | Amsterdam | Paesi Bassi      | 0 - 0     | Svizzera         |
| 14 novembre 1965 | Berna     | Svizzera         | 2 - 1     | Paesi Bassi      |
| 24 novembre 1965 | Tirana    | Albania          | 1 - 1     | Irlanda del Nord |

| Pos | Squadra          | Pti | G | V | N | P | GF | GS | DR  |
| --- | ---------------- | --- | - | - | - | - | -- | -- | --- |
| 1   | Svizzera         | 9   | 6 | 4 | 1 | 1 | 7  | 3  | +4  |
| 2   | Irlanda del Nord | 8   | 6 | 3 | 2 | 1 | 9  | 5  | +4  |
| 3   | Paesi Bassi      | 6   | 6 | 2 | 2 | 2 | 6  | 4  | +2  |
| 4   | Albania          | 1   | 6 | 0 | 1 | 5 | 2  | 12 | -10 |

 Svizzera qualificata.

## Gruppo 6
| Data             | Luogo    | Squadra 1    | Risultato | Squadra 2    |
| ---------------- | -------- | ------------ | --------- | ------------ |
| 25 aprile 1965   | Vienna   | Austria      | 1 - 1     | Germania Est |
| 23 maggio 1965   | Lipsia   | Germania Est | 1 - 1     | Ungheria     |
| 13 giugno 1965   | Vienna   | Austria      | 0 - 1     | Ungheria     |
| 5 settembre 1965 | Budapest | Ungheria     | 3 - 0     | Austria      |
| 9 ottobre 1965   | Budapest | Ungheria     | 3 - 2     | Germania Est |
| 31 ottobre 1965  | Lipsia   | Germania Est | 1 - 0     | Austria      |

| Pos | Squadra      | Pti | G | V | N | P | GF | GS | DR |
| --- | ------------ | --- | - | - | - | - | -- | -- | -- |
| 1   | Ungheria     | 7   | 4 | 3 | 1 | 0 | 8  | 3  | +5 |
| 2   | Germania Est | 4   | 4 | 1 | 2 | 1 | 5  | 5  | 0  |
| 3   | Austria      | 1   | 4 | 0 | 1 | 3 | 1  | 6  | -5 |

 Ungheria qualificata.

## Gruppo 7
| Data             | Luogo      | Squadra 1        | Risultato | Squadra 2        |
| ---------------- | ---------- | ---------------- | --------- | ---------------- |
| 21 ottobre 1964  | Copenaghen | Danimarca        | 1 - 0     | Galles           |
| 29 novembre 1964 | Atene      | Grecia           | 4 - 2     | Danimarca        |
| 9 dicembre 1964  | Atene      | Grecia           | 2 - 0     | Galles           |
| 17 marzo 1965    | Cardiff    | Galles           | 4 - 1     | Grecia           |
| 23 maggio 1965   | Mosca      | Unione Sovietica | 3 - 1     | Grecia           |
| 30 maggio 1965   | Mosca      | Unione Sovietica | 2 - 1     | Galles           |
| 27 giugno 1965   | Mosca      | Unione Sovietica | 6 - 0     | Danimarca        |
| 3 ottobre 1965   | Atene      | Grecia           | 1 - 4     | Unione Sovietica |
| 17 ottobre 1965  | Copenaghen | Danimarca        | 1 - 3     | Unione Sovietica |
| 27 ottobre 1965  | Copenaghen | Danimarca        | 1 - 1     | Grecia           |
| 27 ottobre 1965  | Cardiff    | Galles           | 2 - 1     | Unione Sovietica |
| 1º dicembre 1965 | Wrexham    | Galles           | 4 - 2     | Danimarca        |

| Pos | Squadra          | Pti | G | V | N | P | GF | GS | DR  |
| --- | ---------------- | --- | - | - | - | - | -- | -- | --- |
| 1   | Unione Sovietica | 10  | 6 | 5 | 0 | 1 | 19 | 6  | +13 |
| 2   | Galles           | 6   | 6 | 3 | 0 | 3 | 11 | 9  | +2  |
| 3   | Grecia           | 5   | 6 | 2 | 1 | 3 | 10 | 14 | -4  |
| 4   | Danimarca        | 3   | 6 | 1 | 1 | 4 | 7  | 18 | -11 |

 Unione Sovietica qualificata.

## Gruppo 8
| Data              | Luogo    | Squadra 1 | Risultato | Squadra 2 |
| ----------------- | -------- | --------- | --------- | --------- |
| 21 ottobre 1964   | Glasgow  | Scozia    | 3 - 1     | Finlandia |
| 4 novembre 1964   | Genova   | Italia    | 6 - 1     | Finlandia |
| 18 aprile 1965    | Varsavia | Polonia   | 0 - 0     | Italia    |
| 23 maggio 1965    | Varsavia | Polonia   | 1 - 1     | Scozia    |
| 27 maggio 1965    | Helsinki | Finlandia | 1 - 2     | Scozia    |
| 23 giugno 1965    | Helsinki | Finlandia | 0 - 2     | Italia    |
| 26 settembre 1965 | Helsinki | Finlandia | 2 - 0     | Polonia   |
| 13 ottobre 1965   | Glasgow  | Scozia    | 1 - 2     | Polonia   |
| 24 ottobre 1965   | Stettino | Polonia   | 7 - 0     | Finlandia |
| 1º novembre 1965  | Roma     | Italia    | 6 - 1     | Polonia   |
| 9 novembre 1965   | Glasgow  | Scozia    | 1 - 0     | Italia    |
| 7 dicembre 1965   | Napoli   | Italia    | 3 - 0     | Scozia    |

| Pos | Squadra   | Pti | G | V | N | P | GF | GS | DR  |
| --- | --------- | --- | - | - | - | - | -- | -- | --- |
| 1   | Italia    | 9   | 6 | 4 | 1 | 1 | 17 | 3  | +14 |
| 2   | Scozia    | 7   | 6 | 3 | 1 | 2 | 8  | 8  | 0   |
| 3   | Polonia   | 6   | 6 | 2 | 2 | 2 | 11 | 10 | +1  |
| 4   | Finlandia | 2   | 6 | 1 | 0 | 5 | 5  | 20 | -15 |

 Italia qualificata.

## Gruppo 9
| Data            | Luogo    | Squadra 1 | Risultato | Squadra 2 |
| --------------- | -------- | --------- | --------- | --------- |
| 5 maggio 1965   | Dublino  | Irlanda   | 1 - 0     | Spagna    |
| 27 ottobre 1965 | Siviglia | Spagna    | 4 - 1     | Irlanda   |

| Pos | Squadra | Pti      | G        | V        | N        | P        | GF       | GS       | DR       |
| --- | ------- | -------- | -------- | -------- | -------- | -------- | -------- | -------- | -------- |
| 1=  | Spagna  | 2        | 2        | 1        | 0        | 1        | 4        | 2        | +2       |
| 1=  | Irlanda | 2        | 2        | 1        | 0        | 1        | 2        | 4        | -2       |
| -   | Siria   | ritirata | ritirata | ritirata | ritirata | ritirata | ritirata | ritirata | ritirata |

La  Siria si ritira per solidarietà nei confronti delle nazionali africane.
 Spagna e  Irlanda disputano uno spareggio, inizialmente programmato a Londra, ma le due squadre decisero poi di spostarlo a Parigi.
| Data             | Luogo  | Squadra 1 | Risultato | Squadra 2 |
| ---------------- | ------ | --------- | --------- | --------- |
| 10 novembre 1965 | Parigi | Spagna    | 1 - 0     | Irlanda   |

 Spagna qualificata.